# برايان كولينز (متسابق دراجات نارية)
برايان كولينز (بالإنجليزية: Brian Collins)‏ هو متسابق دراجات نارية بريطاني، ولد في 13 مايو 1948 في إدنبرة في المملكة المتحدة.